# Dirinon
Dirinon es una comuna francesa situada en el departamento de Finisterre, en la región de Bretaña.

## Demografía
| 1080 | 1010 | 1218 | 1799 | 2024 | 2342 | 2228 |
| Para los censos de 1962 a 1999 la población legal corresponde a la población sin duplicidades (Fuente: INSEE [Consultar]) |      |      |      |      |      |      |